# Specklinia aurantiaca
Specklinia aurantiaca är en orkidéart som först beskrevs av João Barbosa Rodrigues, och fick sitt nu gällande namn av Fábio de Barros och V.T.Rodrigues. Specklinia aurantiaca ingår i släktet Specklinia och familjen orkidéer. Inga underarter finns listade i Catalogue of Life.

## Bildgalleri

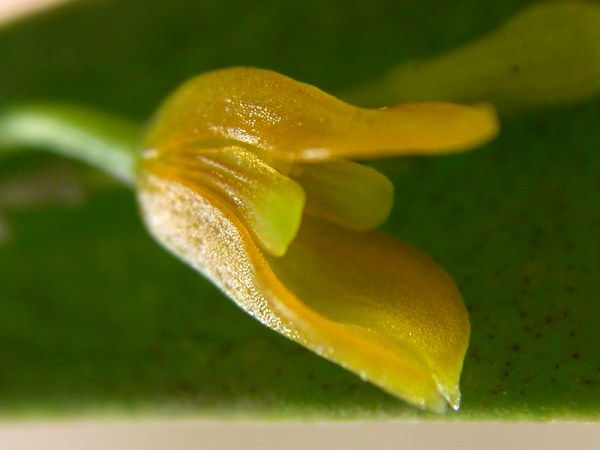